# حسین معتمدی
حسین معتمدی سیاست‌مدار ایرانی بود، که در  دوره بیست و یکم مجلس شورای ملی،  بعنوان نماینده اصفهان در مجلس شورای ملی حضور داشت.